# Per Cussion All Stars
Per Cussion All Stars var en svensk hiphopgrupp, som med Per Cussion i förgrunden, i början av 1980-talet var en av de första att lansera hiphopgenren i Sverige. En av deras singlar var "Don't Stop" från 1983.
Camilla Henemark, känd från Army of Lovers, körade åt gruppen.